# II liga polska w piłce nożnej (1957)
II liga 1957 – 9. edycja rozgrywek drugiego poziomu ligowego piłki nożnej mężczyzn w Polsce. Wzięły w nich udział 24 drużyny, grając w dwóch grupach systemem kołowym. Sezon ligowy rozpoczął się w marcu 1957, ostatnie mecze rozegrano w listopadzie 1957.
| Poziomy rozgrywkowe w sezonie 1957 | Poziomy rozgrywkowe w sezonie 1957 | Poziomy rozgrywkowe w sezonie 1957 |
| Rozgrywki                          | P                                  | Nazwa                              |
| ---------------------------------- | ---------------------------------- | ---------------------------------- |
| Centralne                          | I                                  | I liga                             |
| Centralne                          | II                                 | II liga (2 grupy)                  |
| Makroregionalne                    | III                                | III Liga (15 grup)                 |
| Okręgowe (18 okręgów)              | IV                                 | A klasa                            |
| Okręgowe (18 okręgów)              | V                                  | B klasa                            |
| Okręgowe (18 okręgów)              | VI                                 | C klasa                            |

## Reforma rozgrywek
W sezonie 1956 II liga liczyła 14 drużyn. Pierwotnie do III ligi miały spaść zespoły z miejsc 12–14 (Warta Poznań, Górnik Wałbrzych i Marymont Warszawa), zaś awansować z niej mieli zwycięzcy trzech grup baraży o awans (Broń Radom, Stal Rzeszów i Śląsk Wrocław).
W czasie obrad Walnego Zebrania PZPN 16–17 lutego 1957 zdecydowano o powiększeniu drugiego poziomu rozgrywkowego do 24 drużyn, podzielonych na dwie grupy po 12 zespołów. Ostatecznie z II ligi nie zdegradowano żadnej drużyny, a grono uczestników w sezonie 1957 powiększono o 10 zespołów: wszystkich pozostałych uczestników baraży o awans (Bzura Chodaków, Calisia Kalisz, Chrobry Szczecin, Piast Gliwice, Pomorzanin Toruń i Włókniarz Chełmek) oraz przegranego dwumeczu o mistrzostwo III ligi stalinogrodzkiej (Concordia Knurów).

## Drużyny

### Grupa południowa
| Uczestnicy poprzedniej edycji                                                                                 | Uczestnicy poprzedniej edycji | Uczestnicy poprzedniej edycji | Uczestnicy poprzedniej edycji |
| --- | ----------------------------- | ----------------------------- | ----------------------------- |
| WAK | Wawel Kraków                  | 3                             |                               |
| SZO | Szombierki Bytom              | 4                             |                               |
| NLI | Naprzód Lipiny                | 5                             |                               |
| CRA | Cracovia                      | 6                             |                               |
| AKS | AKS Chorzów                   | 10                            |                               |
| SMI | Stal Mielec                   | 11                            |                               |
| Spadek z I ligi 1956                                                                                          |                               |                               |                               |
| GAR | Garbarnia Kraków              | 12                            |                               |
| Awans z III ligi 1956                                                                                         |                               |                               |                               |
| po barażach o awans                                                                                           |                               |                               |                               |
| WCH | Włókniarz Chełmek             | 3 (gr. I)                     |                               |
| BRŃ | Broń Radom                    | 1 (gr. II)                    |                               |
| STR | Stal Rzeszów                  | 1 (gr. III)                   |                               |
| PIA | Piast Gliwice                 | 3 (gr. III)                   |                               |
| dokooptowana                                                                                                  |                               |                               |                               |
| CON | Concordia Knurów              |                               |                               |
| Oznaczenia: - kolumna pierwsza – skróty nazw drużyn, - kolumna trzecia – miejsce zajęte w poprzednim sezonie. |                               |                               |                               |

### Grupa północna
| Uczestnicy poprzedniej edycji                                                                                 | Uczestnicy poprzedniej edycji | Uczestnicy poprzedniej edycji | Uczestnicy poprzedniej edycji |
| --- | ----------------------------- | ----------------------------- | ----------------------------- |
| PGD | Polonia Gdańsk                | 7                             |                               |
| ZAW | Zawisza Bydgoszcz             | 8                             |                               |
| SPL | Sparta Lubań Śląski           | 9                             |                               |
| WAR | Warta Poznań                  | 12                            |                               |
| GWB | Górnik Wałbrzych              | 13                            |                               |
| MAR | Marymont Warszawa             | 14                            |                               |
| Spadek z I ligi 1956                                                                                          |                               |                               |                               |
| PBD | Polonia Bydgoszcz             | 11                            |                               |
| Awans z III ligi 1956                                                                                         |                               |                               |                               |
| po barażach o awans                                                                                           |                               |                               |                               |
| ŚLĄ | Śląsk Wrocław                 | 1 (gr. I)                     |                               |
| PTO | Pomorzanin Toruń              | 2 (gr. I)                     |                               |
| BZU | Bzura Chodaków                | 2 (gr. II)                    |                               |
| CAL | Calisia Kalisz                | 3 (gr. II)                    |                               |
| CHS | Chrobry Szczecin              | 2 (gr. III)                   |                               |
| Oznaczenia: - kolumna pierwsza – skróty nazw drużyn, - kolumna trzecia – miejsce zajęte w poprzednim sezonie. |                               |                               |                               |

Uwagi:
- Broń Radom występowała w poprzednim sezonie pod nazwą Stal Radom;
- Calisia Kalisz występowała w poprzednim sezonie pod nazwą Start Kalisz;
- Chrobry Szczecin występował w poprzednim sezonie pod nazwą Gwardia Szczecin;
- Polonia Gdańsk występowała w poprzednim sezonie pod nazwą Stal Gdańsk;
- Wawel Kraków rozpoczął sezon pod nazwą CWKS Kraków;
- Zawisza Bydgoszcz rozpoczął sezon pod nazwą CWKS Bydgoszcz.

## Rozgrywki
Uczestnicy obu grup rozegrali po 22 kolejki ligowe (razem po 132 spotkania) w dwóch rundach – wiosennej i jesiennej.
Mistrzowie grup II ligi uzyskali awans do I ligi, a zespoły z miejsc 11–12 spadły do III ligi.

### Grupa południowa – tabela
| Lp. | Drużyna               | M  | Z  | R | P  | Bramki | Bramki | Stos. | Pkt | Uwagi              |
| --- | --------------------- | -- | -- | - | -- | ------ | ------ | ----- | --- | ------------------ |
| 1   | Cracovia (M) (A)      | 22 | 13 | 4 | 5  | 40     | 19     | 2,105 | 30  | Awans do I ligi    |
| 2   | Stal Mielec           | 22 | 12 | 3 | 7  | 42     | 23     | 1,826 | 27  |                    |
| 3   | Piast Gliwice         | 22 | 9  | 7 | 6  | 48     | 35     | 1,371 | 25  |                    |
| 4   | Garbarnia Kraków      | 22 | 8  | 7 | 7  | 36     | 31     | 1,161 | 23  |                    |
| 5   | Naprzód Lipiny        | 22 | 10 | 3 | 9  | 49     | 45     | 1,089 | 23  |                    |
| 6   | Stal Rzeszów          | 22 | 10 | 2 | 10 | 40     | 30     | 1,333 | 22  |                    |
| 7   | AKS Chorzów           | 22 | 8  | 5 | 9  | 31     | 41     | 0,756 | 21  |                    |
| 8   | Wawel Kraków          | 22 | 6  | 8 | 8  | 26     | 28     | 0,929 | 20  |                    |
| 9   | Szombierki Bytom      | 22 | 9  | 2 | 11 | 38     | 46     | 0,826 | 20  |                    |
| 10  | Concordia Knurów      | 22 | 7  | 6 | 9  | 28     | 44     | 0,636 | 20  |                    |
| 11  | Włókniarz Chełmek (S) | 22 | 8  | 3 | 11 | 24     | 41     | 0,585 | 19  | Spadek do III ligi |
| 12  | Broń Radom (S)        | 22 | 3  | 8 | 11 | 20     | 39     | 0,513 | 14  | Spadek do III ligi |

### Grupa północna – tabela
| Lp. | Drużyna                   | M  | Z  | R | P  | Bramki | Bramki | Stos. | Pkt | Uwagi              |
| --- | ------------------------- | -- | -- | - | -- | ------ | ------ | ----- | --- | ------------------ |
| 1   | Polonia Bydgoszcz (M) (A) | 22 | 13 | 4 | 5  | 43     | 19     | 2,263 | 30  | Awans do I ligi    |
| 2   | Śląsk Wrocław             | 22 | 11 | 6 | 5  | 36     | 14     | 2,571 | 28  |                    |
| 3   | Warta Poznań              | 22 | 8  | 8 | 6  | 25     | 17     | 1,471 | 24  |                    |
| 4   | Pomorzanin Toruń          | 22 | 11 | 2 | 9  | 35     | 37     | 0,946 | 24  |                    |
| 5   | Calisia Kalisz            | 22 | 9  | 6 | 7  | 26     | 28     | 0,929 | 24  |                    |
| 6   | Polonia Gdańsk            | 22 | 9  | 4 | 9  | 27     | 25     | 1,080 | 22  |                    |
| 7   | Zawisza Bydgoszcz         | 22 | 10 | 2 | 10 | 31     | 30     | 1,033 | 22  |                    |
| 8   | Górnik Wałbrzych          | 22 | 9  | 4 | 9  | 25     | 33     | 0,758 | 22  |                    |
| 9   | Marymont Warszawa         | 22 | 9  | 3 | 10 | 27     | 36     | 0,750 | 21  |                    |
| 10  | Chrobry Szczecin          | 22 | 6  | 8 | 8  | 38     | 30     | 1,267 | 20  |                    |
| 11  | Sparta Lubań Śląski (S)   | 22 | 3  | 9 | 10 | 22     | 31     | 0,710 | 15  | Spadek do III ligi |
| 12  | Bzura Chodaków (S)        | 22 | 5  | 2 | 15 | 25     | 60     | 0,417 | 12  | Spadek do III ligi |